# Lorenzo Juarros García
Lorenzo Juarros García (Mambrillas de Lara, província de Burgos, Castella i Lleó, 7 d'octubre de 1966) és un exfutbolista castellà. Va ser conegut futbolísticament per l'àlies de Loren. Va jugar com davanter i defensa central en diversos equips de la Primera divisió espanyola al llarg de 16 temporades (entre 1986 i 2002).

## Biografia
Loren va néixer el 7 d'octubre de 1966 a Mambrillas de Lara encara que va viure la major part de la seva infància i joventut en la localitat basca d'Ibarra (Guipúscoa). Va començar a jugar al futbol en les categories inferiors del Tolosa CF, d'on va ser fitxat per la Reial Societat i enquadrat en les seves categories inferiors. A l'inici de la seva carrera Loren jugava com defensa central.
En 1984 comença jugant en el Sanse CF, equip filial de la Reial, que jugava en Segona divisió B. El seu debut amb la primera plantilla donostiarra en un partit de la Primera divisió espanyola es va produir el 9 de setembre de 1984, davant el Club Esportiu Màlaga en l'Estadi d'Atotxa. Aquest primerenc debut es va deure a una vaga dels futbolistes professionals de Primera divisió que va obligar els equips a recórrer als filials. Loren comptava encara amb 17 anys i va jugar de defensa. En les 2 temporades que va militar en el Sanse va jugar 32 partits i va marcar 14 gols. Va compatibilitzar aquestes 2 temporades amb unes poques actuacions en el primer equip. Durant aquests dos anys també es va produir la reconversió de Loren en davanter centre, lloc al que li van assignar els tècnics de la Reial a causa de la seva fortalesa i a la seva facilitat per a rematar de cap.
El 1986, de la mà de John Benjamin Toshack és enquadrat de forma definitiva en la primera plantilla de la Reial Societat. Després de la marxa de Pedro Uralde i Jesús María Satrústegui en finalitzar la temporada 1985-86, Loren es fa amb un buit en la davantera de l'equip i gaudeix de nombrosos minuts en la llarga temporada dels play-offs, jugant 30 partits i marcant 7 gols. Es converteix en el referent més en punta de l'equip, encara que la segona línia de davanters de l'equip (Bakero, Txiki Begiristain o López Ufarte) marca més gols. La temporada finalitza amb un títol de Copa del Rei per a la Reial, encara que Loren es va quedar sense jugar la final contra l'Atlètic de Madrid a causa d'una lesió. Aquest va ser l'únic títol que va obtenir Loren al llarg de la seva carrera.
La temporada 1987-88 es converteix en el segon golejador de l'equip, per darrere de Bakero, al marcar 11 gols. Contribuïx de manera decisiva al subcampionat de Lliga de la Reial i torna a arribar amb l'equip a la final de Copa del Rei, final que aquesta vegada sí que disputaria, encara que l'equip es va quedar sense revalidar el títol al perdre 1-0 la final contra el Futbol Club Barcelona. La marxa de Txiki Begiristain i Bakero al Barça en finalitzar la temporada, van deixar a Loren amb la responsabilitat golejadora de l'equip.
La campanya 1988-89 no va ser bona ni per a l'equip ni per a Loren, ja que el davanter va tenir un discret rendiment aquesta temporada marcant només 6 gols i l'equip va acabar en una discreta 11a posició. El jove davanter canterà Mikel Loinaz va arribar a marcar més gols aquesta temporada que el mateix Loren, tot i jugar molts menys minuts. Però, per aquell temps, Loren, sense complir encara els 23 anys i ja amb bastant experiència en Primera, era considerat a Sant Sebastià com el davanter de referència de la Reial i el golejador de l'equip durant els pròxims anys.

## Fitxatge per l'Athletic
En 1989 es va produir un monumental terratrèmol futbolístic al País Basc, quan l'Athletic Club de Bilbao va pagar la clàusula de rescissió de 300 milions de pessetes que tenia Loren i el va dur a jugar a Bilbao, malgrat no haver arribat prèviament un acord amb el club realista. En el seu moment va ser el fitxatge de major quantia pagat en la Lliga Espanyola per un jugador estatal. Aquest fitxatge, que s'enquadrava en la política del president de l'Athletic, Pedro Aurtenetxe, que havia afirmat públicament repetides vegades que desitjava convertir a l'Athletic en la selecció d'Euskadi, va enverinar les relacions entre directiva i aficions de Reial Societat i Athletic, fins aleshores fraternals; sent la primera baula d'una llarga sèrie de greuges mutus que arriben fins avui i que han anat malmetent les relacions entre uns clubs que fins llavors es consideraven germans.
Loren, a pesar d'haver nascut a Burgos, a l'haver-se criat i format com futbolista al País Basc, era elegible per a jugar en l'Athletic segons les normes no escrites d'aquest club; i a la fi dels anys 80 era l'únic davanter centre de nivell que estava en condicions de fitxar per l'Athletic. El fitxatge de Loren va tenir un segon efecte col·lateral. Desproveït del seu davanter estrella i sense possibilitats d'aconseguir un davanter basc de garanties que ho substituís, la Reial Societat es va veure forçada a obrir el seu mercat de fitxatges i portar, per primera vegada en gairebé 30 anys, un jugador estranger al club, trencant amb la política de fitxatges que compartia amb l'Athletic de jugar només amb jugadors bascos. El substitut de Loren en la davantera reialista va ser l'irlandès John Aldridge.
No obstant això, Loren va fracassar com a golejador en l'Athletic. La pressió soferta a causa de les expectatives que va crear en l'afició roig-i-blanca per la gran quantitat de diners desemborsats, van pesar negativament en el seu rendiment. En la seva primera temporada en l'Athletic va ser el màxim golejador de l'equip junt Uralde amb 6 gols, però aquest registre golejador discret a més de la dolenta temporada dels lleons van obrir les crítiques contra ell.
En la seva segona temporada, amb Javier Clemente com a entrenador, Loren va ser reubicat sorpresivament en el lloc de defensa central, tornant al, ja que havia tingut en els seus inicis com futbolista. El burgalès va debutar com defensa precisament davant la Reial Societat en Atocha i marcant al seu substitut, John Aldridge; va quallar un gran partit. Després d'alguns partits més com defensa, al març de 1991, Clemente va ser destituït i el seu substitut, Iñaki Sáez, mai va alinear més a Loren en el lloc de defensa. Després d'acabar aquesta temporada, Loren va ser venut al Real Burgos per 150 milions de pessetes, la meitat del que havia costat. La seva sortida de l'Athletic per la porta de darrere i fins a cert punt de males maneres li obriria precisament les portes per a tornar a Sant Sebastià uns anys més tard. El seu pas per l'Athletic es resumeix en 62 partits de Lliga i 10 gols.

## Pas per Burgos
El Real Burgos era un equip de recent creació, nascut com substitut de l'històric Burgos CF i havia assolit l'ascens a la Primera divisió espanyola el 1990. L'equip comptava ja amb un davanter de solvència, el romanès Gavril Balint i a l'hora de planificar la temporada 1991-92; Loren va ser fitxat com acompanyant de Balint en la davantera, sent un jugador de bastant prestigi de la Primera divisió (encara que vingut a menys després del seu pas per l'Athletic) i a més a més era natural de la mateixa ciutat. La seva primera temporada en el Real Burgos va ser prou bona, l'equip va acabar novè en la taula i Loren va marcar 7 gols, sent titular en la major part dels partits. En la seva segona temporada en canvi, tot i seguir sent titular, el seu rendiment va ser parell amb el del seu equip, que va descendir de categoria sent l'últim classificat. El seu pas pel burgos es resumeix en 66 partits de Lliga i 11 gols en 2 temporades.

## Tornada a la Real
Després del descens de categoria del Real Burgos i cara a la temporada 1993-94, fitxa de nou per la Reial Societat. Els 4 anys transcorreguts des de la seva marxa han guarit les ferides produïdes i és rebut de nou amb els braços oberts com un important reforç per a la davantera. Aquesta temporada comença jugant com davanter i de fet és qui marca el primer gol de l'Estadi d'Anoeta, nou camp de la Reial estrenat eixe mateix any. És a la pretemporada, durant el partit amistós d'inauguració del camp que enfronta als donostiarres amb el Reial Madrid.
No obstant això, quan comença la competició, no acaba de trobar un lloc com a titular en la davantera. Així a mitjan temporada, John Toshack decideix emular a Clemente i col·loca a Loren en el centre de la defensa. La veritat és que Loren funciona en la defensa i es fa amb el lloc. Durant moltes temporades Loren, formant normalment parella amb José Antonio Pikabea, serà defensa central titular en la Reial Societat. La seva segona etapa en la Real es perllongarà fins a 2002, jugant 256 partits en Lliga (gairebé tots ells com central) i marcant 9 gols (en corners i faltes). Posarà fi a la seva carrera com futbolista amb 35 anys. En la seva segona etapa amb la Reial Societat destaca el tercer lloc obtingut en la temporada 1997-98, que va valdre a l'equip txuri-urdin jugar la Copa de la UEFA.
En total, la trajectòria de Loren a la Reial, en les seves dues etapes, comprèn 411 partits oficials i 41 gols. Després de la seva retirada com futbolista va quedar enquadrat en el staff tècnic de la Reial Societat. Actualment es troba al capdavant de la secretaria tècnica del club.

## Clubs
| Club             | Any       |
| ---------------- | --------- |
| San Sebastián CF | 1984-1986 |
| Reial Societat   | 1986-1989 |
| Athletic Club    | 1989-1991 |
| Real Burgos      | 1991-1993 |
| Reial Societat   | 1993-2002 |

## Palmarès
| Títol        | Club          | Any  |
| ------------ | ------------- | ---- |
| Copa del Rei | Real Sociedad | 1987 |